# Nick Yelloly
Nicholas Jon Yelloly (Stafford, Reino Unido, 3 de diciembre de 1990) es un piloto de automovilismo británico. En 2022 corrió en la GT World Challenge Europe y en el WeatherTech SportsCar Championship.

## Carrera

### Inicios
Yelloly hizo su debut en el karting en septiembre de 2005. Después de competir en Junior TKM Intermediate en 2006, Yelloly ascendió a ICA en 2007 y terminó 15º. Yelloly pasó al Campeonato Nacional KF1 Super 1 en 2008 y terminó en octava posición en el campeonato.

### Fórmula Renault 2.0 Británica
Yelloly ingresó a la Fórmula Renault 2.0 Británica Serie Invernal en 2008 y terminó decimocuarto con puntos en cada una de las cuatro carreras con Fortec Competition. En 2009, Yelloly se pasó al Hitech Junior Team para disputar una temporada completa de Fórmula Renault Britanica. Tuvo doce finales de puntuación en su camino al decimonoveno lugar en el campeonato y séptimo en la Copa de Graduados.
Yelloly permaneció en la serie con el recién renombrado equipo Atech Grand Prix. Mejoró en campeonato escalando al séptimo lugar en el campeonato, con tres podios y una victoria al final de la temporada en Brands Hatch.

### GP3 Series
Yelloly continuó su asociación con Atech CRS Grand Prix en 2011 y pasó a la GP3 Series junto a Marlon Stöckinger y Zoël Amberg. En una temporada difícil para el equipo, Yelloly terminó 21º en el campeonato con siete puntos, cortesía de una gran actuación en su ronda de campeonato local celebrada en Silverstone, pero sin poder sumar ningún punto en otros lugares. Todavía era el piloto de Atech CRS mejor ubicado, ya que ni Stöckinger ni Amberg registraron puntos en toda la temporada.

### Formula Renault 3.5 Series
Yelloly hizo su debut en la Fórmula Renault 3.5 Series en Silverstone en la séptima ronda de nueve del campeonato de 2011, conduciendo para Pons Racing junto a Oliver Webb. Después de un comienzo difícil, en el que fue descalificado de su primera carrera, logró tres puntos, incluido un podio en la carrera final en Cataluña.
Yelloly fichó por Comtec Racing para la temporada 2012. Ganó la primera carrera del calendario en el Motorland Aragón y obtuvo una segunda victoria en Nürburgring. Terminó la temporada en quinto lugar en la general, logrando dos podios más en Spa-Francorchamps y Paul Ricard.

### Regreso a la GP3 Series
En febrero de 2013, Yelloly anunció que regresaría a la GP3 Seires, compitiendo para Carlin Motorsport para la próxima temporada. En 2014, cambió a Status Grand Prix. Aunque terminó segundo en la carrera sprint en el Circuito Yas Marina, Yelloly la convirtió en su primera victoria después de que el ganador de la carrera, Patric Niederhauser, fuera excluido de los resultados debido a una infracción de las normas técnicas.

### Fórmula 1
En mayo de 2019, Yelloly participó en el Young Driver Test del Circuito de Barcelona-Cataluña para Racing Point F1 Team. En diciembre de 2021, Yelloly participó en la prueba de postemporada en el Circuito Yas Marina para Aston Martin.

## Resumen de carrera
| Temporada | Categoría                                    | Equipo                                  | Carreras           | Victorias          | Poles              | VR                 | Podios             | Puntos             | Pos.               |
| --------- | -------------------------------------------- | --------------------------------------- | ------------------ | ------------------ | ------------------ | ------------------ | ------------------ | ------------------ | ------------------ |
| 2008      | Fórmula Renault 2.0 Británica Serie Invernal | Fortec Competition                      | 4                  | 0                  | 0                  | 0                  | 0                  | 31                 | 14.º               |
| 2009      | Fórmula Renault 2.0 Británica                | Hitech Junior Team                      | 20                 | 0                  | 0                  | 0                  | 0                  | 83                 | 19.º               |
| 2009      | Fórmula Renault 2.0 Británica Serie Invernal | Hitech Junior Team                      | 4                  | 0                  | 0                  | 0                  | 2                  | 93                 | 2.º                |
| 2010      | Fórmula Renault 2.0 Británica                | Atech GP                                | 20                 | 1                  | 1                  | 2                  | 3                  | 312                | 7.º                |
| 2010      | Eurocopa de Fórmula Renault                  | Atech GP                                | 2                  | 0                  | 0                  | 0                  | 0                  | N/A                | NC†                |
| 2011      | GP3 Series                                   | ATECH CRS GP                            | 16                 | 0                  | 0                  | 0                  | 1                  | 7                  | 21.º               |
| 2011      | Fórmula Renault 3.5 Series                   | Pons Racing                             | 6                  | 0                  | 0                  | 0                  | 1                  | 36                 | 14.º               |
| 2012      | Fórmula Renault 3.5 Series                   | Comtec Racing                           | 17                 | 2                  | 1                  | 0                  | 4                  | 122                | 5.º                |
| 2013      | GP3 Series                                   | Carlin                                  | 16                 | 0                  | 0                  | 1                  | 4                  | 107                | 6.º                |
| 2013      | Fórmula Renault 3.5 Series                   | Zeta Corse                              | 1                  | 0                  | 0                  | 0                  | 0                  | 0                  | 28.º               |
| 2014      | GP3 Series                                   | Status Grand Prix                       | 18                 | 1                  | 0                  | 0                  | 4                  | 127                | 6.º                |
| 2015      | GP2 Series                                   | Hilmer Motorsport                       | 12                 | 0                  | 0                  | 1                  | 0                  | 19                 | 19.º               |
| 2015      | Fórmula Renault 3.5 Series                   | Lotus                                   | 2                  | 0                  | 0                  | 0                  | 0                  | 6                  | 20.º               |
| 2016      | Copa Porsche Carrera Alemania                | Rookie Team Deutsche Post by Project 1  | 16                 | 0                  | 0                  | 0                  | 2                  | 161                | 6.º                |
| 2016      | Porsche Supercup                             | Rookie Team Deutsche Post by Project 1  | 1                  | 0                  | 0                  | 0                  | 0                  | 0                  | NC†                |
| 2017      | Copa Porsche Carrera Alemania                | Team Deutsche Post by Project 1         | 14                 | 3                  | 0                  | 0                  | 8                  | 237                | 2.º                |
| 2017      | Porsche Supercup                             | MOMO Megatron Team PARTRAX              | 2                  | 0                  | 0                  | 0                  | 0                  | 23                 | 18.º               |
| 2018      | Porsche Supercup                             | Fach Auto Tech                          | 10                 | 2                  | 2                  | 2                  | 3                  | 146                | 2.º                |
| 2018      | GT World Challenge Europe                    | Rowe Racing                             | 2                  | 0                  | 0                  | 0                  | 0                  | 0                  | NC                 |
| 2019      | Campeonato GT de China                       | Fist Team AAI                           | 10                 | 5                  | 1                  | 0                  | 8                  | 190                | 1.º                |
| 2019      | Intercontinental GT Challenge                | BMW Team Schnitzer                      | 1                  | 0                  | 1                  | 0                  | 0                  | 10                 | 20.º               |
| 2019      | VLN Series - SP9                             | BMW Team Schnitzer                      | 1                  | 0                  | 0                  | 0                  | 0                  | 7.75               | 51.º               |
| 2019      | 24 Horas de Nürburgring - SP9                | Walkenhorst Motorsport                  | 1                  | 0                  | 0                  | 0                  | 0                  | N/A                | DNF                |
| 2019      | Fórmula 1                                    | SportPesa Racing Point F1 Team          | Piloto de pruebas  | Piloto de pruebas  | Piloto de pruebas  | Piloto de pruebas  | Piloto de pruebas  | Piloto de pruebas  | Piloto de pruebas  |
| 2020      | ADAC GT Masters                              | Schubert Motorsport                     | 10                 | 1                  | 0                  | 0                  | 1                  | 41                 | 22.º               |
| 2020      | GT World Challenge Europe Endurance Cup      | Walkenhorst Motorsport                  | 1                  | 0                  | 0                  | 0                  | 0                  | 0                  | NC                 |
| 2020      | GT World Challenge Europe Endurance Cup      | Boutsen Ginion Racing                   | 1                  | 0                  | 0                  | 0                  | 0                  | 0                  | NC                 |
| 2020      | Intercontinental GT Challenge                | Walkenhorst Motorsport                  | 3                  | 0                  | 0                  | 0                  | 1                  | 26                 | 9.º                |
| 2020      | WeatherTech SportsCar Championship - GTD     | Turner Motorsport                       | 1                  | 0                  | 0                  | 0                  | 0                  | 20                 | 51.º               |
| 2020      | Nürburgring Langstrecken-Serie - SP9         | Rowe Racing                             | 3                  | 0                  | 0                  | 0                  | 0                  | 19.83              | 18.º               |
| 2020      | 24 Horas de Nürburgring - SP9                | Rowe Racing                             | 1                  | 1                  | 0                  | 0                  | 1                  | N/A                | 1.º                |
| 2021      | ADAC GT Masters                              | Schubert Motorsport                     | 14                 | 0                  | 0                  | 0                  | 3                  | 104                | 8.º                |
| 2021      | GT World Challenge Europe Endurance Cup      | Walkenhorst Motorsport                  | 2                  | 0                  | 0                  | 0                  | 0                  | 0                  | NC†                |
| 2021      | Nürburgring Langstrecken-Serie - SP9         | Rowe Racing                             | 1                  | 0                  | 0                  | 0                  | 0                  | 0                  | NC†                |
| 2021      | 24 Horas de Nürburgring - SP9                | Rowe Racing                             | 1                  | 0                  | 1                  | 0                  | 0                  | N/A                | DNF                |
| 2021      | Fórmula 1                                    | Aston Martin Cognizant Formula One Team | Pilotos de pruebas | Pilotos de pruebas | Pilotos de pruebas | Pilotos de pruebas | Pilotos de pruebas | Pilotos de pruebas | Pilotos de pruebas |
| 2022      | WeatherTech SportsCar Championship - GTD Pro | BMW M Team RLL                          | 2                  | 0                  | 0                  | 0                  | 0                  | 542*               | 17.º               |
| 2022      | GT World Challenge Europe Endurance Cup      | Rowe Racing                             | 5                  | 0                  | 0                  | 0                  | 0                  | 34                 | 12.º               |
| 2022      | 24 Horas de Nürburgring - SP9                | Rowe Racing                             | 1                  | 0                  | 0                  | 0                  | 0                  | N/A                | DNF                |
| 2022      | 24H GT Series - GT3                          | Schubert Motorsport                     | 1                  | 0                  | 0                  | 0                  | 0                  | 0                  | NC†                |
| 2023      | WeatherTech SportsCar Championship - GTP     | BMW M Team RLL                          | 9                  | 1                  | 0                  | 1                  | 5                  | 2687               | 6.º                |
| 2023      | GT World Challenge Europe Endurance Cup      | Rowe Racing                             | 5                  | 2                  | 1                  | 0                  | 3                  | 77                 | 2.º                |
| 2023      | Nürburgring Langstrecken-Serie - SP9         | Rowe Racing                             | 1                  | 0                  | 0                  | 0                  | 0                  | 0                  | NC†                |
| 2023      | 24 Horas de Nürburgring - SP9                | Rowe Racing                             | 1                  | 0                  | 0                  | 0                  | 0                  | N/A                | DNF                |
| 2023      | Intercontinental GT Challenge                | Rowe Racing                             | 1                  | 1                  | 0                  | 0                  | 1                  | 43                 | 10.º               |
| 2023      | Intercontinental GT Challenge                | Team WRT                                | 1                  | 0                  | 0                  | 0                  | 1                  | 43                 | 10.º               |
| 2024      | WeatherTech SportsCar Championship - GTP     | BMW M Team RLL                          | 9                  | 0                  | 0                  | 0                  | 1                  | 2392               | 8.º                |
| 2024      | GT World Challenge Europe Endurance Cup      | ROWE Racing                             | 3                  | 0                  | 0                  | 0                  | 0                  | 10                 | 22.º               |
| 2024      | European Le Mans Series - LMP2 Pro-Am        | Nielsen Racing                          | 3                  | 0                  | 0                  | 0                  | 1                  | 37                 | 9.º                |
| 2024      | GT World Challenge America – Pro-Am          | Flying Lizard Motorsports               | 1                  | 0                  | 0                  | 0                  | 0                  | 16                 | 21.º               |
| Fuente:   |                                              |                                         |                    |                    |                    |                    |                    |                    |                    |

## Resultados

### GP3 Series
(Clave) (negrita indica pole position) (cursiva indica vuelta rápida)

| Año  | Escudería         | 1   | 1   | 2   | 2   | 3   | 3   | 4   | 4   | 5   | 5   | 6   | 6   | 7   | 7   | 8   | 8   | 9   | 9   | Pos. | Puntos | Ref.   |
| ---- | ----------------- | --- | --- | --- | --- | --- | --- | --- | --- | --- | --- | --- | --- | --- | --- | --- | --- | --- | --- | ---- | ------ | ------ |
| 2011 | ATECH CRS GP      | EST | EST | BAR | BAR | VAL | VAL | SIL | SIL | NÜR | NÜR | BUD | BUD | SPA | SPA | MNZ | MNZ |     |     | 21.º | 7      | [ 15 ] |
| 2011 | ATECH CRS GP      | 13  | 11  | 25  | 18  | 9   | 12  | 3   | 6   | 16  | 9   | 21  | Ret | Ret | 13  | Ret | Ret |     |     | 21.º | 7      | [ 15 ] |
| 2013 | Carlin            | BAR | BAR | VAL | VAL | SIL | SIL | NÜR | NÜR | BUD | BUD | SPA | SPA | MNZ | MNZ | YMC | YMC |     |     | 6.º  | 107    | [ 16 ] |
| 2013 | Carlin            | 4   | Ret | 12  | 9   | 6   | 2   | 5   | 3   | 15  | 13  | 6   | 4   | 2   | Ret | 3   | 6   |     |     | 6.º  | 107    | [ 16 ] |
| 2015 | Status Grand Prix | BAR | BAR | SPI | SPI | SIL | SIL | HOC | HOC | BUD | BUD | SPA | SPA | MNZ | MNZ | SOC | SOC | YMC | YMC | 6.º  | 137    | [ 17 ] |
| 2015 | Status Grand Prix | 9   | 7   | 7   | 5   | 5   | 2   | 4   | 5   | 2   | 11  | 3   | 5   | 10  | 5   | 9   | 6   | 8   | 1   | 6.º  | 137    | [ 17 ] |

### Fórmula Renault 3.5 Series
(Clave) (negrita indica pole position) (cursiva indica vuelta rápida)

| Año  | Escudería     | 1     | 2        | 3     | 4       | 5      | 6         | 7       | 8        | 9        | 10       | 11      | 12        | 13       | 14        | 15      | 16       | 17       | Pos. | Puntos |
| ---- | ------------- | ----- | -------- | ----- | ------- | ------ | --------- | ------- | -------- | -------- | -------- | ------- | --------- | -------- | --------- | ------- | -------- | -------- | ---- | ------ |
| 2011 | Pons Racing   | ALC 1 | ALC 2    | SPA 1 | SPA 2   | MNZ 1  | MNZ 2     | MON     | NÜR 1    | NÜR 2    | HUN 1    | HUN 2   | SIL 1 DSQ | SIL 2 14 | LEC 1 Ret | LEC 2 5 | CAT 1 6  | CAT 2    | 14.º | 36     |
| 2012 | Comtec Racing | ALC 1 | ALC 2 18 | MON 7 | SPA 1 9 | SPA 2  | NÜR 1 Ret | NÜR 2 1 | MSC 1 12 | MSC 2 16 | SIL 1 4  | SIL 2 8 | HUN 1 14  | HUN 2 20 | LEC 1 2   | LEC 2 4 | CAT 1 15 | CAT 2 13 | 5.º  | 122    |
| 2013 | Zeta Corse    | MNZ 1 | MNZ 2    | ALC 1 | ALC 2   | MON 14 | SPA 1     | SPA 2   | MSC 1    | MSC 2    | RBR 1    | RBR 2   | HUN 1     | HUN 2    | LEC 1     | LEC 2   | CAT 1    | CAT 2    | 28.º | 0      |
| 2015 | Lotus         | ALC 1 | ALC 2    | MON   | SPA 1   | SPA 2  | HUN 1     | HUN 2   | RBR 1    | RBR 2    | SIL 1 14 | SIL 2 7 | NÜR 1     | NÜR 2    | BUG 1     | BUG 2   | JER 1    | JER 2    | 20.º | 6      |

### GP2 Series
(Clave) (negrita indica pole position) (cursiva indica vuelta rápida puntuable)

| Año  | Escudería         | 1   | 1   | 2   | 2   | 3   | 3   | 4   | 4   | 5   | 5   | 6   | 6   | 7   | 7   | 8   | 8   | 9   | 9   | 10  | 10  | 11  | 11  | Pos. | Puntos | Ref.   |
| ---- | ----------------- | --- | --- | --- | --- | --- | --- | --- | --- | --- | --- | --- | --- | --- | --- | --- | --- | --- | --- | --- | --- | --- | --- | ---- | ------ | ------ |
| 2015 | Hilmer Motorsport | SAK | SAK | BAR | BAR | MON | MON | SPI | SPI | SIL | SIL | BUD | BUD | SPA | SPA | MNZ | MNZ | SOC | SOC | SAK | SAK | YMC | YMC | 19.º | 19     | [ 18 ] |
| 2015 | Hilmer Motorsport |     |     | Ret | 14  | 10  | 9   | 8   | Ret | 7   | 5   | Ret | 17  | Ret | 17  |     |     |     |     |     |     |     |     | 19.º | 19     | [ 18 ] |